# あげおエフエム
あげおエフエム株式会社は埼玉県上尾市と北足立郡伊奈町の各一部地域を放送対象地域として超短波放送（FM放送）を営む特定地上基幹放送事業者である。あいラジの愛称でコミュニティ放送を行っている。

## 概要
2019年（令和元年）に発生した令和元年東日本台風で地元の情報が届かないことを不安視したのを機に翌2020年（令和2年）、小野寺福司が上尾・伊奈地域のコミュニティFM局開設を目的として設立準備会を発足。2022年にあげおエフエム株式会社を設立。
愛称は放送エリアの上尾市（あげお）と伊奈町（いな）の頭文字と「ラジオ」を合わせた「あいラジ」。
演奏所はJR高崎線北上尾駅付近のショッピングセンター、北上尾P・A・P・Aショッピングアヴェニュープリンス棟1Fに、送信所は同所屋上に設置される。

## 沿革
- 2021年（令和3年）
  - 3月 - 総務省関東総合通信局にコミュニティ放送局設立を宣言。
  - 11月 - 上尾市・伊奈町内にパンフレット設置開始。
- 2022年（令和4年）
  - 5月11日 - あげおエフエム株式会社設立。
- 2023年（令和5年）
  - 6月13日 - 局愛称を「あいラジ」に決定[7]。
  - 10月 - 局ブランドロゴ・アイコン決定。
- 2024年（令和6年）
  - 4月15日 - 公式Youtubeチャンネル開設[8]。
  - 6月8日 - 新役員体制で活動開始。代表取締役に森 麻衣が就任[9]。
  - 12月4日 - 特定地上基幹放送局の予備免許取得[2]。
- 2025年（令和7年）
  - 4月1日 - 開局延期を発表[10]。
  - 5月26日 - 試験電波発射開始[11]。
  - 6月3日 - 特定地上基幹放送局の本免許取得[12]。
  - 8月9日 - この日の午後1時開局[13]。